# Journal of Infection and Chemotherapy
Das Journal of Infection and Chemotherapy, abgekürzt J. Infect. Chemother., ist eine wissenschaftliche Fachzeitschrift, die seit der Ausgabe Nr. 20 (2014) von Elsevier veröffentlicht wird. Die Zeitschrift ist das offizielle Publikationsorgan der Japanischen Gesellschaft für Chemotherapie (日本化学療法学会, Nihon Kagaku Ryōhō Gakkai) und der Japanischen Gesellschaft für Infektionskrankheiten (日本感染症学会, Nihon Kansenshō Gakkai) und erscheint mit zwölf Ausgaben im Jahr. Es werden Arbeiten veröffentlicht, die sich mit Fragen der antibakteriellen und antineoplastischen Chemotherapie beschäftigen.
Der Impact Factor lag im Jahr 2014 bei 1,486. Nach der Statistik des ISI Web of Knowledge wird das Journal mit diesem Impact Factor in der Kategorie Pharmakologie und Pharmazie an 182. Stelle von 254 Zeitschriften und in der Kategorie Infektionskrankheiten an 62. Stelle von 78 Zeitschriften geführt.